# Apicia jaspidaria
Apicia jaspidaria är en fjärilsart som beskrevs av Achille Guenée 1858. Apicia jaspidaria ingår i släktet Apicia och familjen mätare. Inga underarter finns listade i Catalogue of Life.